# Эрастов
Эрастов — хутор в Абинском районе Краснодарского края России.
Входит в состав Холмского сельского поселения.

## География
Хутор находится в южной части Приазово-Кубанской равнины, в южно-предгорной зоне, на берегу реки Зыбза, рядом с Крюковским водохранилищем, на расстоянии 30 км к северо-востоку от города Абинск, административного центра района.

### Климат
Климат умеренно континентальный, без резких колебаний суточных и месячных температур. Продолжительность периода с температурой выше 0° С достигает 9-10 месяцев, из них половина — 4-5 месяцев — лето.  Среднегодовая температура около +11°, постепенно нарастая от 15° в мае до 30° в августе. Годовая сумма осадков достигает 800 мм..

## История
Согласно Закону Краснодарского края от 5 мая 2004 года № 700-КЗ населённый пункт вошёл в образованное муниципальное образование Холмское сельское поселение.

## Население
| 2002 | 2010 |
| ---- | ---- |
| 22   | ↗24  |

## Улицы
На хуторе имеются две улицы: ул. Береговая и ул. Мельничная.